# Ix!
Ix! era un grup de música pop independent cantat en català, amb influència sonora pròpia de la música anglosaxona. Fou format l'any 2007 pels músics David Mullor, Eduard González, Albert Freixas, Raúl Márquez, Aitor Chartos i Marc Ferrando, residents a Sabadell, Santa Coloma de Gramenet i Cadaqués.
Van debutar l'any 2008 amb un disc anomenat Autòmat Infinit i que fou publicat per Hexatylic Records. El primer senzill –la cançó «Ràdio»– els va apropar als mitjans de comunicació i fou sintonia de dos programes de Catalunya Ràdio: Els Matins de Catalunya Ràdio el 2008 i Som Així el 2009.
Durant l'any 2009 van compondre i enregistrar la banda sonora original de la pel·lícula Estació de l'Oblit, una coproducció de Canónigo Films i Televisió de Catalunya dirigida per Christian Molina i Sandra Serna, que fou estrenada als cinemes el mes de juny de 2010.
Al mateix temps, una secció de músics del grup van crear el segell discogràfic Gat Records que fou l'encarregat d'editar el segon disc L'Ingenu és Lliure, amb col·laboracions a la veu com la de Josep Puntí. Aquest disc va ser premiat com «disc de l'any 2010 de Ràdio 4».
El nom del grup prové d'una interjecció típica i popular del dialecte cadaquesenc.
L'abril 2016 van baixar dels escenaris després d'un darrere concert de la gira Els músics no mengen, on van participar grups com Xeic!, Andreu Rifé i molts altres.

## Membres

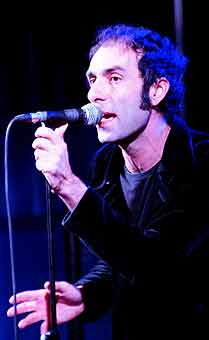
David Mullor (veu)
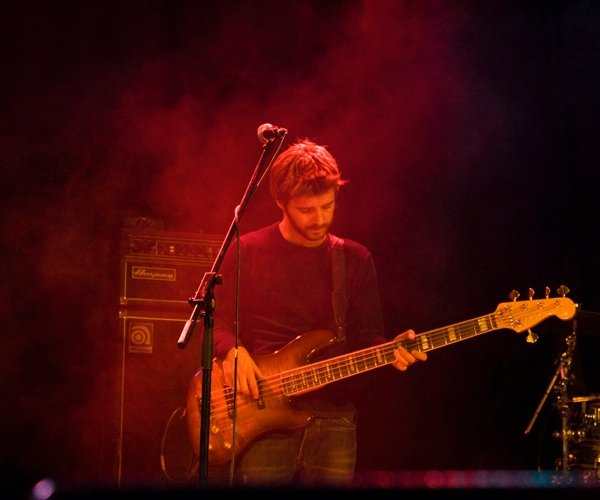
Aitor Chartos (baix elèctric)
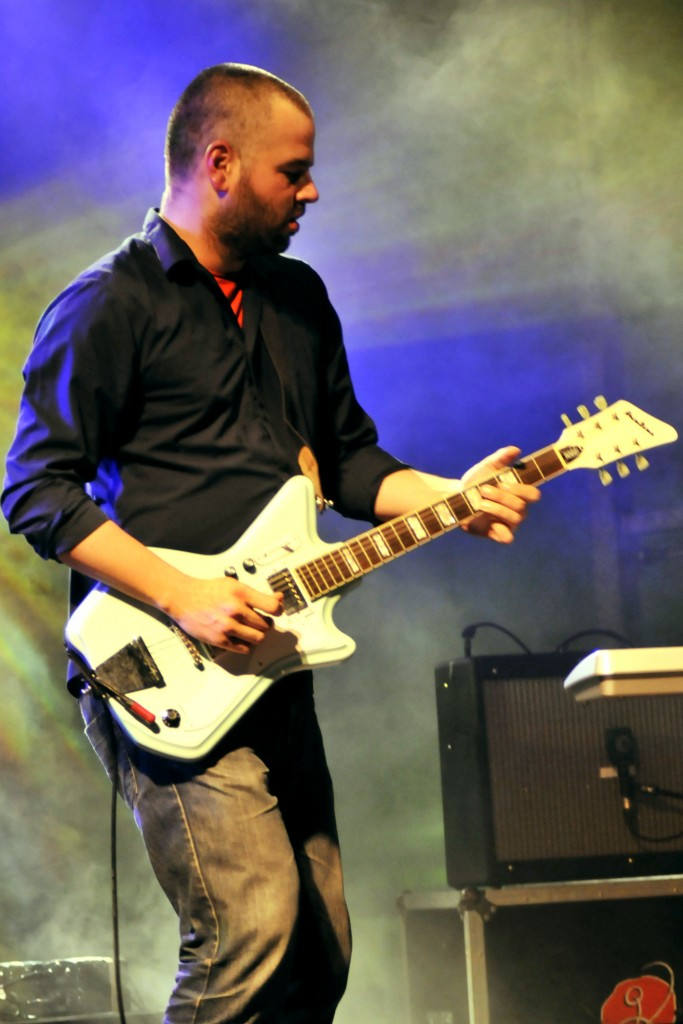
Albert Freixas (guitarra)
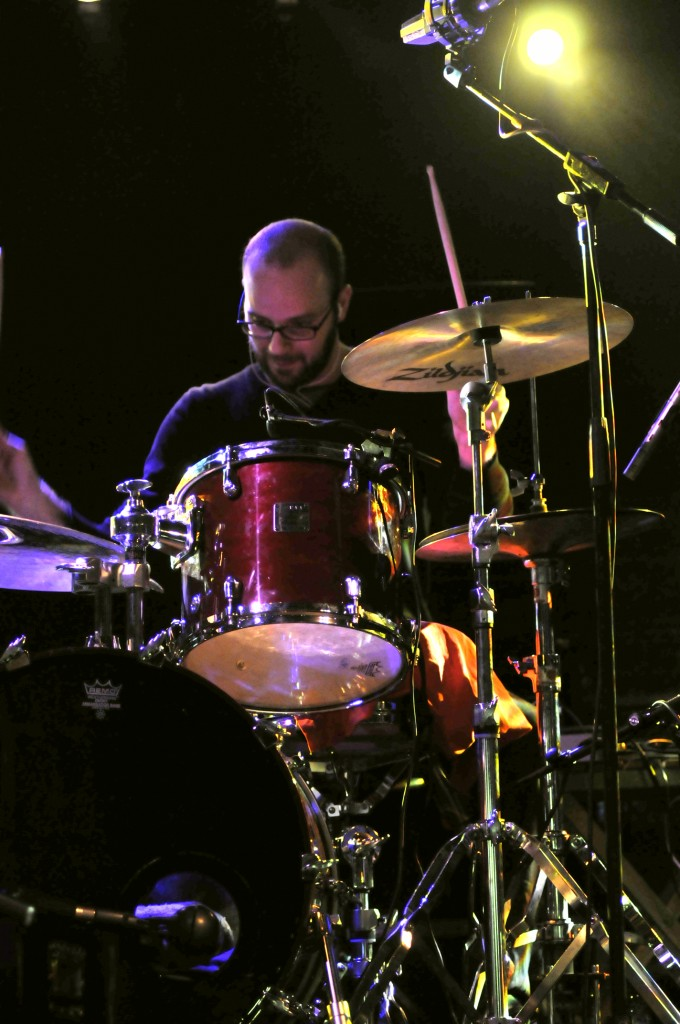
Eduard González (bateria)
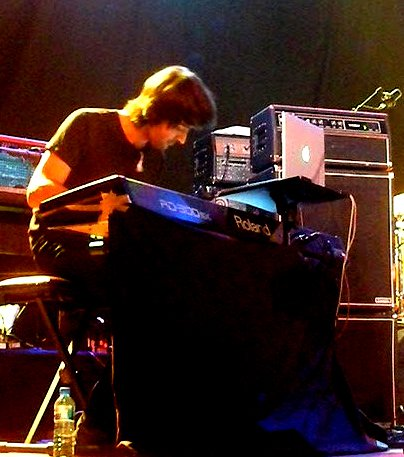
Eduard Farrés (teclat)

## Discografia
- Autòmat Infinit (2008)[7]
- Estació de l'Oblit, banda sonora original de la pel·lícula (2009)
- L'Ingenu és Lliure (2010)[8]
- Immersió (2012)
- Vessants (2015)[9]